# Oxystigma
Oxystigma là một chi thực vật có hoa trong họ Đậu.

## Loài
Chi này gồm các loài:
- Oxystigma buchholzii Harms
- Oxystigma caerulans
- Oxystigma cyanofrons
- Oxystigma gilbertii J.Leonard
- Oxystigma mannii (Baill.) Harms
- Oxystigma msoo Harms
- Oxystigma oxyphyllum (Harms) J.Leonard
- Oxystigma petiolatum
- Oxystigma williamsoni